# Villa aprica
Villa aprica är en tvåvingeart som beskrevs av Roberts 1928. Villa aprica ingår i släktet Villa och familjen svävflugor. Inga underarter finns listade i Catalogue of Life.